# Pamela Palenciano
Pamela María Palenciano Jódar (Andújar, 1982) es una actriz de teatro y activista feminista española, conocida por su monólogo teatral No solo duelen los golpes, un relato presuntamente autobiográfico sobre la violencia de género a través del humor y la ironía.

## Biografía
Palenciano cuenta que de los 12 a los 18 años mantuvo una relación sentimental con un chico que la maltrataba y ejercía violencia sobre ella de maneras muy diversas, llegando incluso a intentar asesinarla.

### Carrera profesional
Terminó aquella relación cuando se mudó para comenzar sus estudios de Comunicación Audiovisual en la Universidad de Málaga. Al alejarse, comprendió que había sido maltratada y comenzó con una terapia psicológica y a contactar con movimientos feministas, al entender que su caso no era exclusivamente personal, sino que formaba parte de una problemática global por vivir en una sociedad patriarcal y machista. Tras licenciarse, pasó ocho años viviendo en El Salvador para finalmente establecerse de nuevo en España.

## Obra

### No solo duelen los golpes
La pieza de teatro No solo duelen los golpes es un monólogo basado en un pasaje autobiográfico de la autora. Pascual señala que se trata de un relato biográfico convertido en «tejido ficcional», así como “en oportunidad para intervenir en los centros educativos y generar campañas de práctica de los buenos tratos”. Con dirección y auditoría de la propia actriz, cuenta igualmente con la asesoría de dirección de Egly Larreynaga y Luis Felpeto. 
El monólogo tiene una hora de duración. Se inspira en una de las frases que le dijo su psicóloga en terapia: no solo duelen los golpes. Comenzó primero siendo una exposición fotográfica en la que volcó lo que había sentido y vivido, para transformarse más tarde en un taller de prevención de violencia vinculado a esas fotos. Mientras vivía en El Salvador, descubrió el teatro y reformuló el proyecto para convertirlo en un monólogo dirigido tanto a institutos de enseñanza secundaria como para el público en general.
En la obra, Palenciano aborda desde su propia experiencia el mito del amor romántico, los celos, el control y la posesión, la violencia psicológica, sexual y física, o la propia agresividad como consecuencia de vivir con un maltratador, así como la recuperación y el establecimiento de otro modelo de amor. A pesar de abordar un tema doloroso en base a una experiencia personal, el principal recurso del monólogo es el humor. Ha escenificado No solo duelen los golpes en varios países de Latinoamérica y en cientos de teatros y colegios de ciudades españolas.
En 2017, Palenciano convocó por redes sociales a una representación de No solo duelen los golpes en la Puerta del Sol en apoyo a mujeres de la asociación Ve-la luz que estaban en huelga de hambre, para solicitar que la violencia machista se volviera cuestión de Estado.

## Controversias
Tras hacerse viral un vídeo de la representación de su monólogo No solo duelen los golpes por el trato degradante a varios alumnos varones, la asociación Hombres Maltratados denunció a Pamela Palenciano por un supuesto delito de odio a los hombres que fue admitida a trámite. Pero, al no encontrarse indicio de tal delito, la denuncia fue archivada por la Audiencia Provincial de Madrid en el año 2022. Anteriormente otra denuncia de un particular fue inadmitida en 2017.
Debido a que bastantes de sus representaciones van dirigidas a un público de educación secundaria, su obra ha sido utilizada como ejemplo de lo que el llamado pin parental podría vetar.

## Premios y reconocimientos

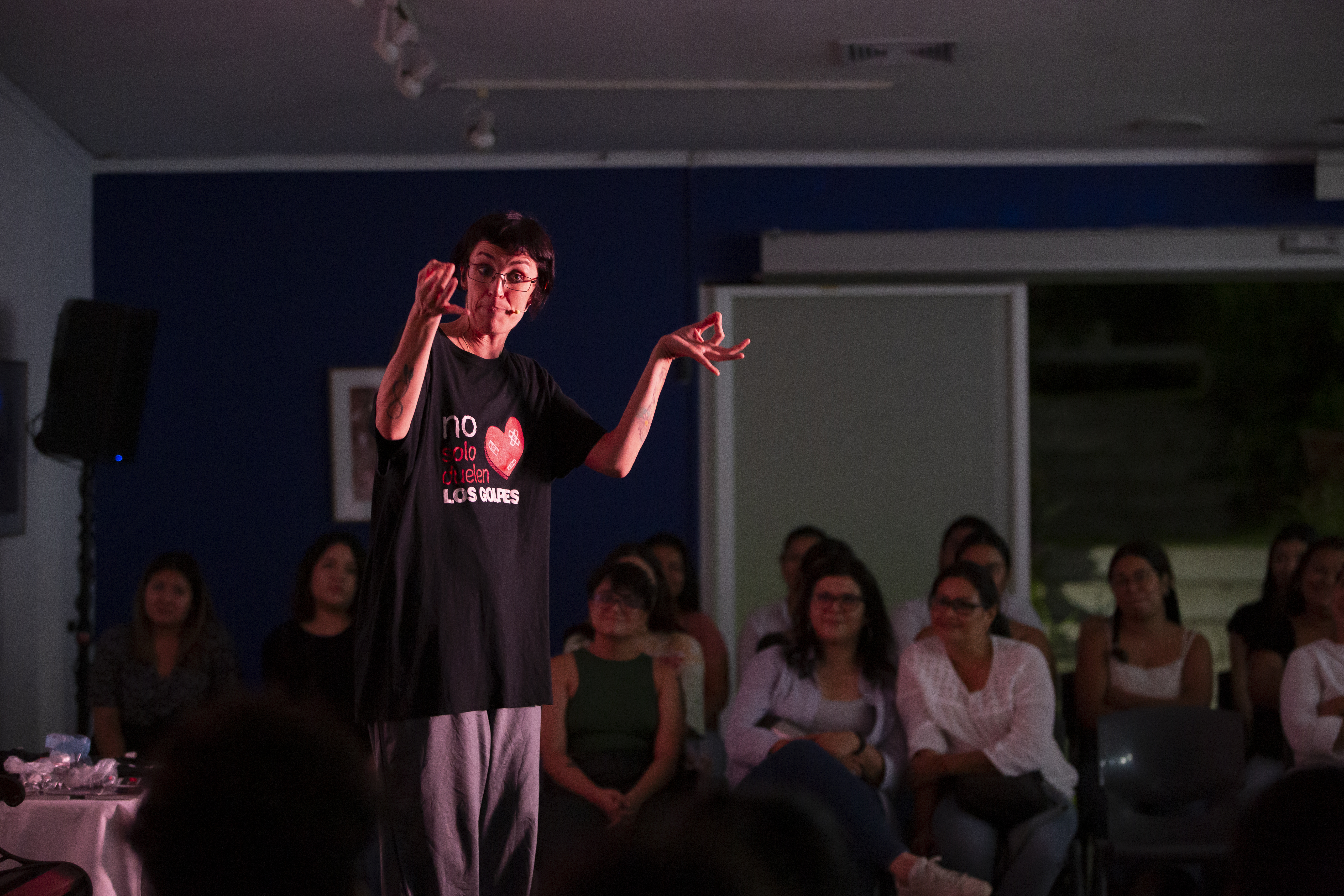
Presentación del monólogo "No solo duelen los golpes" en el Centro Cultural de España en El Salvador.

Desde que empezó con su monólogo No solo duelen los golpes, Palenciano ha recibido varios premios y reconocimientos por su aportación a la prevención de la violencia machista en las aulas. En 2011, contaba con más de dos mil representaciones y en YouTube se pueden ver vídeos suyos con más de 700.000 visionados.
En 2017, el Ayuntamiento de Getafe le concedió el Premio 8 de Marzo que reconoce la labor de personas y asociaciones en diferentes ámbitos en su lucha por alcanzar una igualdad real entre hombres y mujeres. Ese mismo año, Palenciano consiguió el Premio Godoff del público que otorga Ticketea a espectáculos independientes.
El Ministerio de Igualdad reconoció en 2020 la labor de Palenciano y de su monólogo en el ámbito de la educación y sensibilización, en la XVII Entrega de los reconocimientos y menciones especiales con motivo del Día Internacional de la Eliminación de la Violencia contra la Mujer.

## Publicaciones
- Palenciano, Pamela; Larreynaga, Iván (2017). Si es amor, no duele. Penguin Random House. ISBN 978-84-204-8623-9.